# Phlomis purpurea
Phlomis purpurea es una planta de la familia de las lamiáceas.

## Nombre común
- Castellano: aguavientos, chupón, colorada, mariôila, matagallo, matagallos, matulera, mechera, mechera colorada, melera, menchera colorada, menchera portuguesa, menchera redonda.[1]

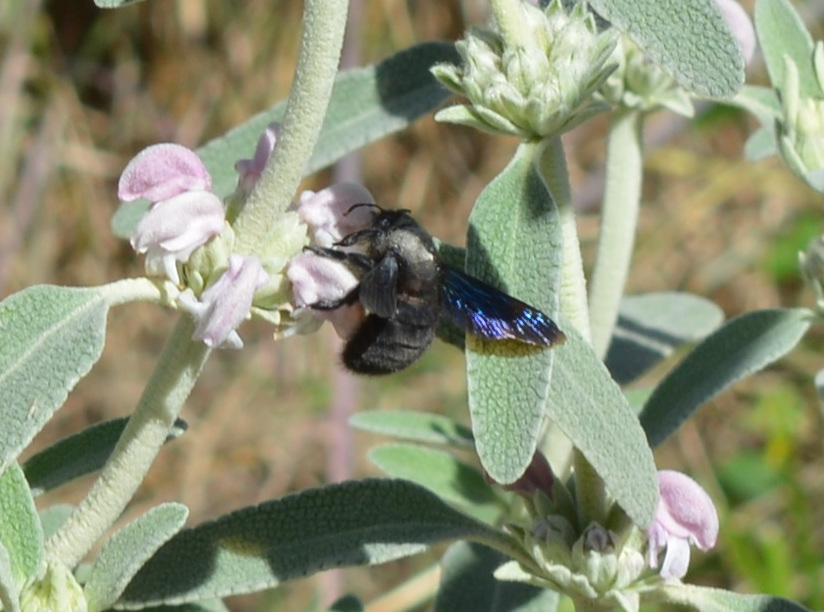
Abejorro carpintero europeo polinizando las flores de Phlomis purpurea, en el Jardín Botánico de Murcia

## Descripción
El matagallo  (Phlomis purpurea) es una especie de planta con flor arbustiva de 0,6 a 1,4 m de altura. Tallos y ramas de sección cuadrangular. Ramas densamente tomentoso lanosas. Las hojas presentan un aspecto rugoso, y están cubiertas de pelos, opuestas, pecioladas, de hasta 10 cm de longitud, con forma de triángulo alargado o cuña, gruesa, verde por el haz y blanquecina y con gran cantidad de pelos estrellados por el envés. Las flores dispuestas en verticilos en la base de los peciolos de las hojas superiores, con corola púrpura de 2,5 a 3 cm, en la cual el albo superior está encorvado en forma de casco, cubriendo a los 4 estambres y al estilo. Fruto seco. Florece en primavera.

## Hábitat
Crece en matorrales juntamente con el erguen, y el palmito. Sobre arcillas, margas o yesos. También forma parte del sotobosque del alcornocal situado en contacto con el acebuchal.

## Distribución
Es una especie endémica bético-rifeña. En África  habita en la Península Tingitana. En España en Andalucía.

## Citología
Número de cromosomas de Phlomis purpurea  (Fam. Labiatae) y táxones infraespecíficos.
2n=20.

## Variedades ySinonimia
subsp. almeriensis (Pau) Losa & Rivas Goday ex Rivas Mart., Acta Bot. Malac. 2: 61 (1976). Sudeste de España.
- Phlomis purpurea var. almeriensis  Pau, Mem. Mus. Ci. Nat. Barcelona, Ser. Bot. 1(3): 29 (1925).

subsp. caballeroi (Pau) Rivas Mart., Acta Bot. Malac. 2: 61 (1976). Sudeste de España y Norte de África.
- Phlomis caballeroi Pau, Bol. Soc. Aragonesa Ci. Nat. 17: 132 (1918).

subsp. purpurea.  Del sur de Portugal, España y Marruecos.
- Phlomis ferruginea Mill., Gard. Dict. ed. 8: 12 (1768).
- Phlomis salviifolia Jacq., Pl. Hort. Schoenbr. 3: 58 (1798).[3]